# Razzie Awards 1987

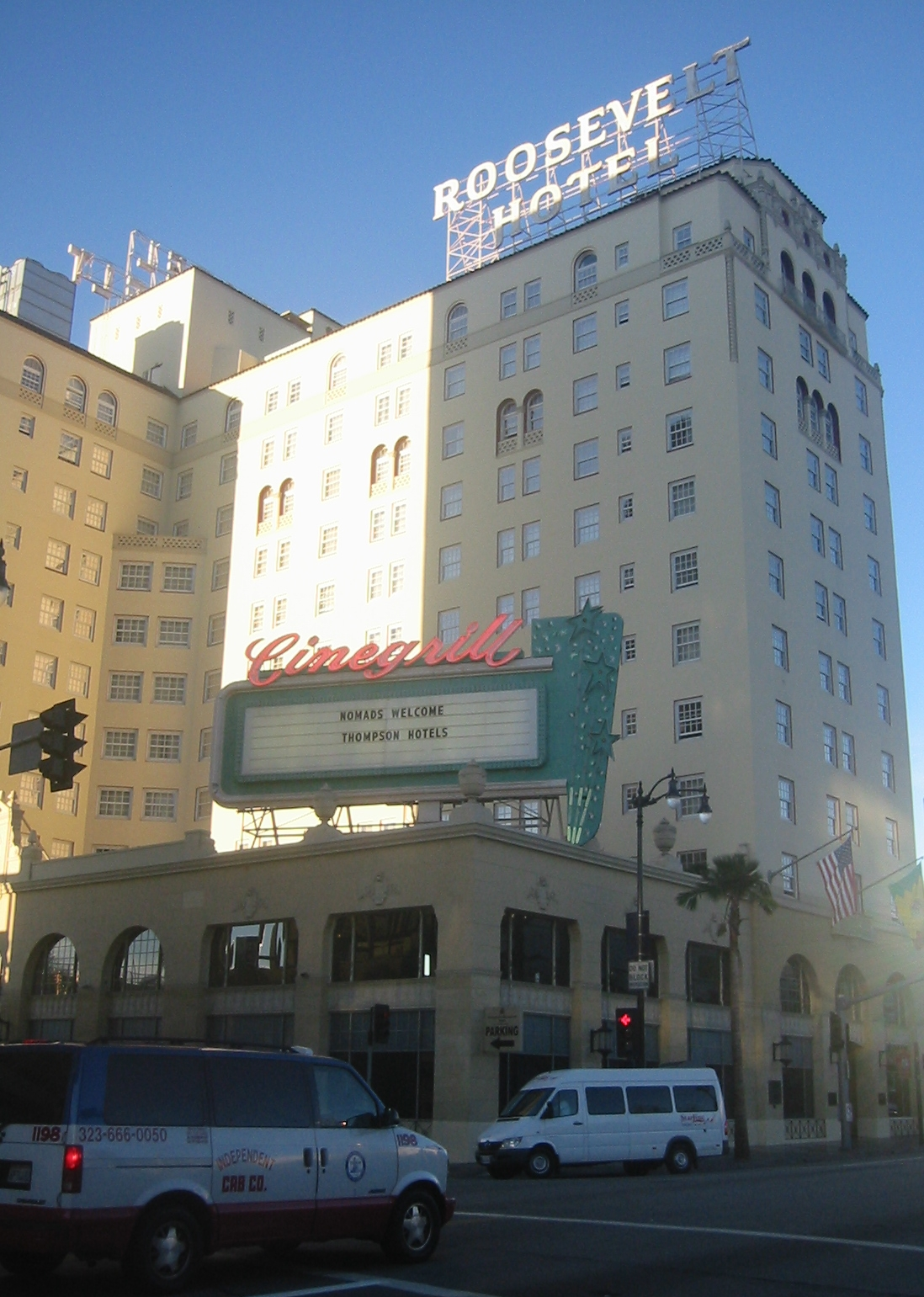
Il Roosevelt Hotel di Hollywood, sede dell'ottava edizione dei Razzie Awards

L'8ª edizione dei Razzie Awards si è svolta il 10 aprile 1988 al Roosevelt Hotel di Hollywood, per premiare i peggiori film dell'anno 1987. Le candidature erano state annunciate alcuni mesi prima, il giorno prima delle candidature ai Premi Oscar 1988. Leonard salverà il mondo è stato il maggiore vincitore del 1987, con tre premi , incluso il peggior film.
Il film più premiato dell'anno è stato Leonard salverà il mondo, mentre i più nominati sono stati Lo squalo 4 - La vendetta e I duri non ballano, candidati a sette premi, seguiti da Leonard salverà il mondo e Who's That Girl con cinque, e Over the Top, Ishtar, Il mistero da 4 milioni di dollari e The Garbage Pail Kids Movie con tre nomination.

## Vincitori e candidati
Verranno di seguito indicati in grassetto i vincitori.
Ove ricorrente e disponibile, viene indicato il titolo in lingua italiana e quello in lingua originale tra parentesi.

### Peggior film
- Leonard salverà il mondo (Leonard Part 6), regia di Bill Cosby
- Ishtar, regia di Elaine May
- Lo squalo 4 - La vendetta (Jaws: The Revenge), regia di Joseph Sargent
- I duri non ballano (Tough Guys Don't Dance), regia di Norman Mailer
- Who's That Girl, regia di James Foley

### Peggior attore
- Bill Cosby - Leonard salverà il mondo (Leonard Part 6)
- Bruce lo Squalo - Lo squalo 4 - La vendetta (Jaws: The Revenge)
- Judd Nelson - Colpo di scena (From the Hip)
- Ryan O'Neal - I duri non ballano (Tough Guys Don't Dance)
- Sylvester Stallone - Over the Top

### Peggior attrice
- Madonna - Who's That Girl
- Lorraine Gary - Lo squalo 4 - La vendetta (Jaws: The Revenge)
- Sondra Locke - Ratboy
- Debra Sandlund - I duri non ballano (Tough Guys Don't Dance)
- Sharon Stone - Gli avventurieri della città perduta (Allan Quatermain and the Lost City of Gold)

### Peggior attore non protagonista
- David Mendenhall - Over the Top
- Billy Barty - I dominatori dell'universo (Masters of the Universe)
- Tom Bosley - Il mistero da 4 milioni di dollari (Million Dollar Mystery)
- Michael Caine - Lo squalo 4 - La vendetta (Jaws: The Revenge)
- Mack Dryden e Jamie Alcroft - Il mistero da 4 milioni di dollari (Million Dollar Mystery)

### Peggior attrice non protagonista
- Daryl Hannah - Wall Street
- Gloria Foster - Leonard salverà il mondo (Leonard Part 6)
- Mariel Hemingway - Superman IV (Superman IV: The Quest for Peace)
- Grace Jones - Siesta
- Isabella Rossellini - Siesta e I duri non ballano (Tough Guys Don't Dance)

### Peggior regista
- Norman Mailer - I duri non ballano (Tough Guys Don't Dance)
- Elaine May - Ishtar
- James Foley - Who's That Girl
- Joseph Sargent - Lo squalo 4 - La vendetta (Jaws: The Revenge)
- Paul Weiland - Leonard salverà il mondo (Leonard Part 6)

### Peggior sceneggiatura
- Leonard salverà il mondo (Leonard Part 6), sceneggiato da Jonathan Reynolds, scritto da Bill Cosby
- Ishtar, scritto da Elaine May
- Lo squalo 4 - La vendetta (Jaws: The Revenge), sceneggiato da Michael deGuzma, basato su un personaggio creato da Peter Benchley
- I duri non ballano (Tough Guys Don't Dance), sceneggiato da Norman Mailer, basato su un suo racconto
- Who's That Girl, sceneggiato da Andrew Smith e Ken Finkleman, scritto da Smith

### Peggior esordiente
- David Mendenhall - Over the Top
- I Garbage Pail Kids (Ali Gator, Greaser Greg, Nat Nerd, Foul Phil, Messy Tessie, Valerie Vomit and Windy Winston) - The Garbage Pail Kids Movie
- David e Peter Paul - The Barbarians
- Debra Sandlund - I duri non ballano (Tough Guys Don't Dance)
- Jim Varney - Ernesto guai in campeggio (Ernest Goes to Camp)

### Peggior canzone originale
- I Want Your Sex, scritta da George Michael - Beverly Hills Cop II - Un piedipiatti a Beverly Hills II (Beverly Hills Cop II)
- El Coco Loco (So, So Bad), scritta da Coati Mundi - Who's That Girl
- Let's Go to Heaven in My Car, scritta da Brian Wilson, Eugene Landy, Gary Usher - Scuola di polizia 4 - Cittadini... in guardia (Police Academy 4: Citizens on Patrol)
- Million Dollar Mystery, scritta da Barry Mann e John Lewis Parker - Il mistero da 4 milioni di dollari (Million Dollar Mystery)
- You Can Be a Garbage Pail Kid, scritta da Michael Lloyd - The Garbage Pail Kids Movie

### Peggiori effetti visivi
- Lo squalo 4 - La vendetta (Jaws: The Revenge), supervisore effetti speciali: Henry Millar
- The Garbage Pail Kids Movie, animatronica di John Buechler, Mechanical Make-Up Imageries, Inc.
- Superman IV (Superman IV: The Quest for Peace), supervisori effetti speciali: Harrison Ellenshaw e John Evans

## Statistiche vittorie/candidature
Premi vinti/candidature:
- 3/5 - Leonard salverà il mondo (Leonard Part 6)
- 2/3 - Over the Top
- 1/7 - Lo squalo 4 - La vendetta (Jaws: The Revenge)
- 1/7 - I duri non ballano (Tough Guys Don't Dance)
- 1/5 - Who's That Girl
- 1/3 - Ishtar
- 1/1 - Wall Street
- 1/1 - Beverly Hills Cop II - Un piedipiatti a Beverly Hills II (Beverly Hills Cop II)
- 0/3 - Il mistero da 4 milioni di dollari (Million Dollar Mystery)
- 0/3 - The Garbage Pail Kids Movie
- 0/2 - Superman IV (Superman IV: The Quest for Peace)
- 0/2 - Siesta
- 0/1 - Colpo di scena (From the Hip)
- 0/1 - Ratboy
- 0/1 - Gli avventurieri della città perduta (Allan Quatermain and the Lost City of Gold)
- 0/1 - I dominatori dell'universo (Masters of the Universe)
- 0/1 - The Barbarians
- 0/1 - Ernesto guai in campeggio (Ernest Goes to Camp)
- 0/1 - Scuola di polizia 4 - Cittadini... in guardia (Police Academy 4: Citizens on Patrol)